# ジョージ・レズリー (第15代ロシズ伯爵)
第15代ロシズ伯爵ジョージ・ウィリアム・イヴェリン・レズリー(英語: George William Evelyn Leslie, 15th Earl of Rothes、1809年11月8日 - 1841年3月10日）は、スコットランド貴族。1817年から1819年までレズリー卿の儀礼称号を使用した。

## 経歴
1809年11月8日、第14代ロシズ女伯爵ヘンリエッタ・アン・レズリーとその夫ジョージ(旧姓グウィザー)の間の長男として生まれた。1819年1月30日に母の死により爵位を継承した。
1827年4月5日にエンサイン（歩兵少尉）としてイギリス陸軍に入隊、第81歩兵連隊に配属された。同年12月12日に第7歩兵連隊に転じ、1833年7月26日に軍務から引退した。
1840年、フリーメイソンのスコットランド・グランドロッジ・グランドマスターを務めた。
1841年3月10日にレズリー・ハウスで死去、ファイフ州レズリーで埋葬された。息子ジョージ・ウィリアム・エヴリンが爵位を継承した。

## 家族
1831年5月7日にルイーザ・アンダーソン＝モーズヘッド（Louisa Anderson-Morshead、1803年ごろ – 1886年1月21日、ヘンリー・アンダーソン＝モーズヘッドの娘）と結婚し、彼女との間に以下の2子を儲けた。
- ヘンリエッタ・アンダーソン・モーズヘッド（1832年2月6日 – 1886年2月10日） - 第17代ロシズ女伯爵[1]
- ジョージ・ウィリアム・エヴリン（1835年2月4日 – 1859年1月2日） - 第16代ロシズ伯爵[1]